# 桃色学園都市宣言!!
『桃色学園都市宣言!!』（ももいろがくえんとしせんげん）は、1987年10月1日から1988年3月18日までフジテレビで放送された、学園ドラマおよびバラエティの二部構成番組である。

## 概要
前番組『夕やけニャンニャン』と同じく月曜日から金曜日までの17:00 - 18:00の時間帯において、9月の1ヶ月間同時間帯をドラマの再放送枠とした後に放送開始。その最初の2日間である1987年10月1日と2日は「公開手前！話題作」として各曜日の番組内容・キャスト紹介のガイド番組を放送し、10月5日より正式にスタートしている。『夕やけニャンニャン』とは異なり原則関東ローカルで、一部地域にネットされるかたちとなった。
毎週、月曜日は『河田町工業高校電気科』、火曜日は『合羽坂学園』、水曜日は『抜弁天女学館』、木曜日は『St.月桂寺HighSchool』、金曜日は『曙橋みすずや学園』を放送。各曜日の学校名に付された「河田町」、「合羽坂」、「抜弁天」、「月桂寺」、および「曙橋」は、当時のフジテレビ社屋の所在地であった東京都新宿区河田町周辺に所在する地名や寺社名などである。
1988年1月からは月曜日から木曜日まででリニューアルが行われ、この月の26日からは火曜日が生放送となっている。
同年3月18日放送分をもって終了。放送終了直後の3月中、関東広域圏では、この番組が放送されていた16:00 - 18:00の時間帯において、21日から25日までは『春の高校バレー』、および、女性アイドルを特集した30分番組『新型!!スターマガジンSEE-X』、28日から31日までは特番としての『とんねるずのみなさんのおかげです』の再放送を行ない、4月から再びアニメとドラマやクイズ番組等との再放送枠となる。同枠は1989年4月に『パラダイスGoGo!!』が同じ17:00 - 18:00にスタートするまで続いた。

## 各曜日の番組

### 月曜日『河田町工業高校電気科』
- 各回の放送日・番組内容

| 放送回 | 放送日     | 新聞紙のテレビ番組表における内容記載           |
| ------ | ---------- | ---------------------------------------------- |
| 第1回  | 1987.10.5  | 所・田代の必殺仕事人[3]                        |
| 第2回  | 1987.10.12 | 私はレイプされてない[22]                       |
| 第3回  | 1987.10.19 | 「女教師ライダー登場 所・田代・工藤静香」[23]  |
| 第4回  | 1987.11.2  | 静香サーキットで爆発▽街角シャンプーマン[24]    |
| 第5回  | 1987.11.9  | 所、田代の河工文化祭▽桑野街角シャンプー[25]    |
| 第6回  | 1987.11.16 | 所と田代の突撃街角漫才？▽佐藤不倫初体験[26]    |
| 第7回  | 1987.11.23 | 田代、桑野の初恋談義▽コロッケものまねＱ[27]    |
| 第8回  | 1987.11.30 | 第1回筑波横断ウルトラクイズ・爆笑感動編[28]    |
| 第9回  | 1987.12.7  | 静香の悩みはアレ？▽所、田代が童貞喪失？[29]    |
| 第10回 | 1987.12.14 | 所の初恋？▽所、田代 桑野の爆笑黒魔術コント[30] |
| 第11回 | 1987.12.21 | ▽河工総集編、総まくり大ボケ爆笑ＮＧ大会[31]    |
| 第12回 | 1988.1.11  | 新装開店▽爆笑バカ姫女子高生下着神経衰弱[32]    |
| 第13回 | 1988.1.18  | 恋人の危険な体験告白 大ボケ静香に大爆笑？[33]  |
| 第14回 | 1988.1.25  | 男子禁制女の園侵入、ビックリ静香のアノ音[34]   |
| 第15回 | 1988.2.1   | 静香挑戦、'88鈴鹿選手権レース初エントリー[35]  |
| 第16回 | 1988.2.8   | 桑野の傑作いたずら集 コロッケ爆笑ものまね[36]  |
| 第17回 | 1988.2.15  | 「身振り手振りアブナイジェスチャー田代」[37]   |
| 第18回 | 1988.2.22  | コロッケ原宿で大暴れ ギョーカイ人間大集合[38]  |
| 第19回 | 1988.2.29  | 必見、大ボケ連発静香コロッケ爆笑ものまね[39]   |
| 第20回 | 1988.3.7   | 大出血、Ｗシャンプー爆笑コントで田代反撃[40]   |
| 最終回 | 1988.3.14  | 「超豪華版・名場面爆笑総決算見なきゃ損」[41]   |
- 『読売新聞』テレビ番組表による。

- 出演者
  - 所ジョージ - 生徒（高校10年生）役
  - 田代まさし - 生徒（高校10年生）役
  - 桑野信義 - 生徒 役
  - 工藤静香 - 生徒 役
  - コロッケ - 生徒 役
  - 織田裕二 - 生徒 役（初期の頃出演）
  - 岡田昇 - 生徒 役
  - 八名信夫 - 影の校長 役
  - 安岡力也 - 教師 役
  - 生田悦子 - 教師 役
  - 藤村俊二 - 教師 役
  - 佐藤瑞樹 - 教師（女性レーサー伊集院） 役
  - ハナ肇 - 教頭 役
  - 淡谷のり子 - 校長 役
  - 古川勉 - 生徒 役
  - 清水國明

### 火曜日『合羽坂学園』
合羽坂学園バスケットボール部が主な舞台。
- 各回の放送日・番組内容

| 放送回 | 放送日     | 新聞紙のテレビ番組表における内容記載           |
| ------ | ---------- | ---------------------------------------------- |
| 第1回  | 1987.10.6  | 少女カッパ鉄仮面伝説・岡本健一・伊藤美紀[42]   |
| 第2回  | 1987.10.13 | 「合羽坂学園・謎の五人組登場」岡本健一ほか[43] |
| 第3回  | 1987.10.20 | 合羽坂学園ＶＳ五人組・岡本健一・伊藤美紀[44]   |
| 第4回  | 1987.10.27 | 「合羽坂学園・青春かけおち編」岡本健一ほか[45] |
| 第5回  | 1987.11.3  | 「合羽坂学園・すこしだけ片思い」岡本健一[46]   |
| 第6回  | 1987.11.10 | 「合羽坂学園・ファースト・キス」岡本健一[47]   |
| 第7回  | 1987.11.17 | 「合羽坂学園・手作りプレゼント」岡本健一[48]   |
| 第8回  | 1987.11.24 | ▽美紀の貞操が▽ファーストフードＧＡＬ[49]       |
| 第9回  | 1987.12.1  | ▽新しい愛の形▽伝言ダイヤル 岡本健一ほか[50]    |
| 第10回 | 1987.12.8  | 「合羽坂学園・恋の占い？あきすとぜねこ」[51]   |
| 第11回 | 1987.12.15 | 枯葉舞う夕暮れに失恋の話▽私をスキーに‥‥[52]    |
| 第12回 | 1987.12.22 | 幻のカッパ伝説？㊙名場面も見せる・総集編[53]   |
| 第13回 | 1988.1.12  | ▽全編ロケＣ体験大特集▽伊藤美紀の寝起き[54]     |
| 第14回 | 1988.1.19  | ▽街のウワサ大特集▽デルモにアタック[55]         |
| 第15回 | 1988.1.26  | 合羽坂・今日からいよいよ生放送・岡本健一[9]    |
| 第16回 | 1988.2.2   | 「今日もイキます生放送だよーん」岡本健一[56]   |
| 第17回 | 1988.2.9   | ▽バレンタイン特集▽義理チョコ撲滅生放送[57]     |
| 第18回 | 1988.2.16  | 男闘呼組スペシャル・熱狂ライブ完全生放送[58]   |
| 第19回 | 1988.2.23  | 2・18男闘呼組速報▽伊藤美紀の新曲発表ほか[59]   |
| 第20回 | 1988.3.1   | 男闘呼組ギタープレゼント発表会・岡本健一[60]   |
| 第21回 | 1988.3.8   | ▽美紀にアタック▽恋人バンクスペシャルほか[61]   |
| 最終回 | 1988.3.15  | ▽合羽坂総集編㊙ＶＴＲ一挙公開▽生ドラマ[62]     |
- 『読売新聞』テレビ番組表による。

- 出演者
  - 岡本健一（男闘呼組）
  - 伊藤美紀[63]
  - 中村あずさ
  - ABブラザーズ（中山秀征、松野大介）
  - パワーズ（須間一也、火野玉男）
  - 黒田治
  - 新井昌和
  - 盛本真理子[63]
  - 岡菜穂子[63]
  - 石井真智子[63]
  - 大井裕子[63]
  - クリスティーナ[63]
  - 濱田万葉[63]

### 水曜日『抜弁天女学館』
抜弁天女学館新体操部が主な舞台。
- 各回の放送日・番組内容

| 放送回 | 放送日     | 新聞紙のテレビ番組表における内容記載           |
| ------ | ---------- | ---------------------------------------------- |
| 第1回  | 1987.10.7  | 渡辺満里奈 田代まさしほか[64]                  |
| 第2回  | 1987.10.14 | 渡辺満里奈 田代まさしほか[65]                  |
| 第3回  | 1987.10.21 | 渡辺満里奈 田代まさしほか[66]                  |
| 第4回  | 1987.10.28 | 渡辺満里奈 田代まさしほか[67]                  |
| 第5回  | 1987.11.4  | 渡辺満里奈 田代まさしほか[68]                  |
| 第6回  | 1987.11.11 | 渡辺満里奈 田代まさしほか[69]                  |
| 第7回  | 1987.11.18 | 渡辺満里奈 田代まさしほか[70]                  |
| 第8回  | 1987.11.25 | 渡辺満里奈 田代まさしほか[71]                  |
| 第9回  | 1987.12.2  | 「抜弁天・田代先生殺人事件」渡辺満里奈ほか[72] |
| 第10回 | 1987.12.9  | 「抜弁天女学館・仲間われ」渡辺満里奈ほか[73]   |
| 第11回 | 1987.12.16 | 「女学館・いじめ」渡辺満里奈 田代まさし[74]    |
| 第12回 | 1987.12.23 | 抜弁天女学館スペシャル総集編・渡辺満里奈[75]   |
| 第13回 | 1988.1.6   | 女学館爆笑総集編▽満里奈・田代㊙ＮＧ集ほか[76]  |
| 第14回 | 1988.1.13  | 渡辺満里奈 田代まさしほか[77]                  |
| 第15回 | 1988.1.20  | 渡辺満里奈 田代まさしほか[78]                  |
| 第16回 | 1988.1.27  | 渡辺満里奈 田代まさしほか[79]                  |
| 第17回 | 1988.2.3   | 渡辺満里奈 田代まさしほか[80]                  |
| 第18回 | 1988.2.10  | 渡辺満里奈 田代まさしほか[81]                  |
| 第19回 | 1988.2.17  | 渡辺満里奈 田代まさしほか[82]                  |
| 第20回 | 1988.2.24  | 渡辺満里奈 田代まさしほか[83]                  |
| 第21回 | 1988.3.2   | 渡辺満里奈 田代まさしほか[84]                  |
| 第22回 | 1988.3.9   | 渡辺満里奈 田代まさしほか[85]                  |
| 最終回 | 1988.3.16  | 満里奈・田代爆笑ＮＧ大賞[86]                   |
- 『読売新聞』テレビ番組表による。

- 出演者
  - 田代まさし
  - 桑野信義
  - 小野進也
  - 三宅由香
  - ナース井手
  - 渡辺満里奈
  - 武田雅子[63]
  - 成瀬真奈美[63]
  - 柴山智加[63]
  - 阿蘇美季[63]
  - 内田さゆり[63]
- 挿入歌

バービーボーイズ「ごめんなさい」

### 木曜日『St.月桂寺HighSchool』
- 各回の放送日・番組内容

| 放送回 | 放送日     | 新聞紙のテレビ番組表における内容記載           |
| ------ | ---------- | ---------------------------------------------- |
| 第1回  | 1987.10.8  | ▽大逆転・光ゲンジ[87]                          |
| 第2回  | 1987.10.15 | 光ゲンジ 相楽ハル子[88]                        |
| 第3回  | 1987.10.22 | 内海光司・大沢樹生[89]                         |
| 第4回  | 1987.10.29 | 内海光司・大沢樹生・相楽ハル子[90]             |
| 第5回  | 1987.11.5  | 内海光司・大沢樹生・相楽ハル子[91]             |
| 第6回  | 1987.11.12 | 内海光司・大沢樹生・相楽ハル子の涙[92]         |
| 第7回  | 1987.11.19 | 光司・樹生誘拐事件・相楽ハル子・藤井一子[93]   |
| 第8回  | 1987.11.26 | 内海光司・大沢樹生・相楽ハル子[94]             |
| 第9回  | 1987.12.3  | 内海光司・大沢樹生・相楽ハル子[95]             |
| 第10回 | 1987.12.10 | 内海光司・大沢樹生・相楽ハル子[96]             |
| 第11回 | 1987.12.17 | 内海光司・大沢樹生・相楽ハル子[97]             |
| 第12回 | 1987.12.24 | 内海光司・大沢樹生・相楽ハル子[98]             |
| 第13回 | 1988.1.7   | ▽新春特別企画・今年もヨロシク[99]              |
| 第14回 | 1988.1.14  | ▽乱闘樹生光司・お前とは絶交だ[100]             |
| 第15回 | 1988.1.21  | ▽退学宣告・樹生光司たすけて[101]               |
| 第16回 | 1988.1.28  | ▽樹生光司謎の襲撃▽3000万発覚[102]              |
| 第17回 | 1988.2.4   | ▽樹生光司ＮＧ続出生ドラマ▽武道館ライブ[103]    |
| 第18回 | 1988.2.18  | ▽光ゲンジ爆風ライブ▽大沢樹生[104]              |
| 第19回 | 1988.2.25  | ▽樹生光司秘蔵プレゼント▽替え歌爆風ライブ[105]  |
| 第20回 | 1988.3.3   | 新曲発表▽爆笑替え歌 内海光司 大沢樹生ほか[106] |
| 第21回 | 1988.3.10  | コージとミキオのプレゼント▽シッペ道場ほか[107] |
| 最終回 | 1988.3.17  | 爆笑ＮＧ・ハプニング総集編▽ラストライブ[108]   |
- 『読売新聞』テレビ番組表による。

- 出演者
  - 内海光司（当時光GENJI）
  - 大沢樹生（当時光GENJI）
  - 相楽ハル子
  - 藤井一子
  - 矢野泰二
  - 仲村知夏 - 寮生（「パジャマ隊」パー子） 役[63]
  - 坂東恵 - 寮生（「パジャマ隊」ジャー子） 役[63]
  - 孫田奈々代 - 寮生（「パジャマ隊」マー子） 役[63]
  - 大塚真美 - 寮生 役[63]
  - 橋木かほる - 寮生 役[63]
  - 速水昌未 - 寮生 役[63]
  - 中野英雄
  - 勝俣州和
  - なぎら健壱
  - ベンガル
  - サンプラザ中野
  - 森雅裕（当時THE CHAPPYS）

### 金曜日『曙橋みすずや学園』
- 各回の放送日

| 第1回・1987.10.9[109] 第2回・1987.10.16[110] 第3回・1987.10.23[111] 第4回・1987.10.30[112] 第5回・1987.11.13[113] 第6回・1987.11.13[114] 第7回・1987.11.27[115] |  | 第8回・1987.12.4[116] 第9回・1987.12.11[117] 第10回・1987.12.18[118] 第11回・1987.12.25[119] 第12回・1988.1.08[120] 第13回・1988.1.22[121] 第14回・1988.1.29[122] |  | 第15回・1988.2.5[123] 第16回・1988.2.12[124] 第17回・1988.2.19[125] 第18回・1988.2.26[126] 第19回・1988.3.4[127] 第20回・1988.3.11[128] 最終回・1988.3.18[10] |
- 『読売新聞』のテレビ番組表によるが、同表の内容記載においては、最終回が「涙の感動場面全部見せます」とある以外、「本木雅弘　坂上忍ほか」とのみ記される。各放送年月日の出典を参照。

- 出演者
  - 本木雅弘（当時シブがき隊） - 加納明 役
  - 可愛かずみ - 渡辺みゆき 役
  - 坂上忍 - 風間竜也 役
  - 吉村明宏 - マスター 役
  - 吉田美江 - 水野ひとみ 役
  - 会沢朋子 - 白鳥めぐみ☆[63] 役
  - 池田晶子 - 関芳美☆[63] 役
  - 森口博子 - 柴田ルミ☆[63] 役
  - 堤靖子 - 北岡芳子☆[63] 役
  - 葉山みどり - 沢田美香☆[63] 役
  - 樹ますみ - 鮎原恵子☆[63] 役
  - 本田理沙 - 細川直子☆[63] 役
  - 白根衣理 - 星野ひろみ☆[63] 役
  - 矢尾一樹 - 藤原勝 役
  - 加藤智春 - 佐々木明久 役
  - 岡田聡 - 小林真史 役
  - 小原靖子
  - 松尾久美子
  - 津川俊之 - 森田 役
  - ポール牧 - 高橋信一 役
  - 穂積隆信 - 江川教頭 役
  - 南原宏治 - 山田校長 役

※ ☆ ＝ 女子バスケットボール部員

## 主なコーナー
- 街角シャンプーマン（月曜日）

## スタッフ
- プロデューサー：石田弘、笠井一二
- 構成：沢口義明、鶴間政行 他
- ディレクター：木村忠寛、港浩一、水口昌彦、永山耕三、石井正幸

## 番組テーマ曲
オープニングテーマもエンディングテーマも毎月変更されていた。

### オープニングテーマ
- YESTERDAY TODAY FOREVER （GWINKO、1987年10月度OP）
- ごめんなさい（BARBEE BOYS、1987年11月度OP）
- Girl （THE ALFEE、1987年12月度OP）
- NO SIDE ACTION （UP-BEAT、1988年1月度OP）
- あきらめのBlue Day （CHAGE and ASKA、1988年2月度OP）
- 19 GROWING UP （プリンセス・プリンセス、1988年3月度OP）

### エンディングテーマ
- アナスターシャ（高橋研、1987年10月度ED）
- キスしてほしい（THE BLUE HEARTS、1987年11月度ED）
- Again （工藤静香、1987年12月度ED）
- WITHOUT YOU （宮原学、1988年1月度ED）
- 卒業（小沢なつき、1988年2月度ED）
- 好きさ! （仲村知夏、1988年3月度ED）

## ネットしていた局
- フジテレビ
- 北海道文化放送
- 山形テレビ
- 新潟総合テレビ
- 長野放送
- 富山テレビ[129]
- 福井テレビ[129]
- 岡山放送
- テレビ新広島（途中打ち切り、以後ドラマ再放送・遅れ放送枠）
- テレビ愛媛
- 山陰中央テレビ
- サガテレビ
- テレビ熊本
- テレビ大分[注釈 4]
- 鹿児島テレビ
- 沖縄テレビ